# Physalis philippensis
Physalis philippensis är en potatisväxtart som beskrevs av Merritt Lyndon Fernald. Physalis philippensis ingår i släktet lyktörter, och familjen potatisväxter. Inga underarter finns listade i Catalogue of Life.